# Barbarosa
Barbarosa è un film del 1982, diretto da Fred Schepisi.

## Trama
Entrambi in fuga dai rispettivi guai, il fuorilegge messicano Barbarosa e il giovane cowboy texano Karl Westover, decidono di unire le forze ed associarsi, il tutto raccontato dal cantante country.